# Figurine (film)
Figurine è un film del 1997 diretto da Giovanni Robbiano.

## Trama
Ambientato nella Genova del 1969, il film segue la storia di Alberto, un bambino di 10 anni che frequenta le scuole elementari e ha la passione per il Genoa e le figurine. Sta raccogliendo quelle del campionato italiano di calcio e ormai gliene manca soltanto una. Attraverso i suoi occhi seguiamo le vite e le vicende degli adulti a lui vicino: la madre (Eliana Miglio), che avrà una relazione segreta col nuovo supplente (Giulio Scarpati), il padre burocrate incapace di ascoltare (Piero Natoli), il simpatico nonno veterocomunista (Enzo Jannacci).